# Naissance en 1938
Naissance
- 1934
- 1935
- 1936
- 1937
- 1938
- 1939
- 1940
- 1941
- 1942

Cette page dresse une liste de personnalités nées au cours de l'année 1938 présentée dans l'ordre chronologique.
La liste des personnes référencées dans Wikipédia est disponible dans la page de la Catégorie: Naissance en 1938.

## Janvier
- 1er janvier :
  - Halit Akçatepe, acteur turc († 31 mars 2017).
  - Gianni Drago, architecte et sculpteur italien contemporain.
- 2 janvier : Hans Herbjørnsrud, écrivain norvégien († 15 novembre 2023).
- 3 janvier : Igor Alexandrovitch Voulokh, peintre soviétique puis russe († 28 novembre 2012).
- 5 janvier :
  - Juan Carlos, roi d’Espagne.
  - Sandor Kiss, sculpteur, peintre et dessinateur français et hongrois († 29 décembre 2013).
  - Jaber Al Mahjoub, peintre et sculpteur franco-tunisien († 21 octobre 2021).
  - Ngugi wa Thiong'o, écrivain kenyan de langue kikuyu († 28 mai 2025).
- 6 janvier :
  - Walter Boeykens, clarinettiste et chef d'orchestre belge († 23 avril 2013).
  - Adriano Celentano, chanteur et acteur italien.
  - El Hachemi Guerouabi, chanteur algérien de chaâbi († 17 juillet 2006).
  - Karl-Heinz Kunde, coureur cycliste allemand († 15 janvier 2019).
- 7 janvier : Roland Topor, peintre et dessinateur français († 16 avril 1997).
- 8 janvier :
  - Bobby Ferguson, footballeur anglais († 27 mars 2018).
  - Ievgueni Nesterenko, artiste lyrique soviétique puis russe († 20 mars 2021).
- 9 janvier : Stuart Woods, écrivain américain († 22 juillet 2022).
- 10 janvier :
  - Frank Mahovlich, joueur de hockey sur glace canadien d'origine croate.
  - Willie McCovey, joueur de baseball américain († 31 octobre 2018).
  - Butch Moore, chanteur irlandais († 3 avril 2001).
- 11 janvier : Michel Pelchat, coureur cycliste français († 1er avril 1975).
- 12 janvier : Félix Rozen, peintre, photographe, graveur et sculpteur français († 6 octobre 2013).
- 13 janvier :
  - Daevid Allen, guitariste et chanteur australien, membre de Soft Machine et Gong († 13 mars 2015).
  - Richard Anthony, chanteur français († 19 avril 2015).
  - William B. Davis, acteur canadien.
  - Charlie Brill, acteur américain.
  - Jean Cabut dit Cabu, caricaturiste, dessinateur de presse français († 7 janvier 2015).
  - Billy Gray, acteur américain.
  - Paavo Heininen, compositeur et pianiste finlandais († 18 janvier 2022).
  - Shivkumar Sharma, virtuose indien du santoor († 10 mai 2022).
- 14 janvier : Allen Toussaint, pianiste, chanteur, compositeur, producteur et arrangeur de rhythm and blues américain († 9 décembre 2015).
- 16 janvier :
  - Charles de Bourbon-Siciles, duc de Calabre et infant d’Espagne († 5 octobre 2015).
  - Jacques Fort, joueur de rugby à XV français († 3 février 2018).
  - Jean-Claude Narcy, journaliste français.
  - Jô Soares, acteur, journaliste, écrivain, dramaturge, humoriste et auteur de roman policier brésilien († 5 août 2022).
- 18 janvier :
  - Anthony Giddens, sociologue britannique.
  - Manuel Rodríguez, footballeur international chilien († 26 septembre 2018).
  - Stepan Topal, homme politique gagaouze de Moldavie († 29 septembre 2018).
  - Tilly van der Zwaard, athlète néerlandaise spécialiste du 400 mètres et du 800 mètres († 6 février 2019).
- 19 janvier :
  - Abelardo Escobar Prieto, homme politique mexicain († 11 février 2019).
  - Nino Filastò, avocat, dramaturge et écrivain de romans policiers italien († 29 décembre 2021).
- 21 janvier : Jim Anderton, homme d'État néo-zélandais († 7 janvier 2018).
- 23 janvier :
  - Georg Baselitz, peintre allemand.
  - Theo-Ben Gurirab, homme d'État namibien († 14 juillet 2018).
  - Josef Mikoláš, joueur de hockey sur glace tchécoslovaque († 20 mars 2015).
  - Ivan Nagy, réalisateur, scénariste et producteur américain († 23 mars 2015).
- 25 janvier :
  - Leiji Matsumoto, dessinateur japonais († 13 février 2023).
  - Arnold Stékoffer, peintre et sculpteur suisse († 12 janvier 2007).
  - Vladimir Vyssotsky, auteur-compositeur-interprète et acteur soviétique († 25 juillet 1980).
- 28 janvier :
  - Nabih Berri, homme politique libanais.
  - Adolf Köhnken, philologue et helléniste allemand († 5 août 2017).
  - Leonid Zhabotinsky, haltérophile ukrainien représentant l'Union soviétique († 14 janvier 2016).
- 30 janvier :
  - Mohamed Salah Dembri, homme politique et diplomate algérien († 2 janvier 2020).
  - Ugo Fangareggi, acteur et metteur en scène italien († 20 octobre 2017).
  - Islam Karimov, homme d'Éta ouzbek, président de l'Ouzbékistan soviétique puis de la république d'Ouzbékistan († 2 septembre 2016).
- 31 janvier : Béatrix d’Orange-Nassau, reine des Pays-Bas.

## Février
- 1er février :
  - Horst Bosetzky, sociologue et écrivain allemand († 16 septembre 2018).
  - Niculiță Secrieriu, peintre roumain († 3 août 2002).
- 3 février :
  - Victor Buono, acteur américain († 1er janvier 1982).
  - Waheeda Rehman, actrice indienne.
- 4 février :
  - Paul Benjamin, acteur américain († 28 juin 2019).
  - Gō Katō, acteur japonais († 18 juin 2018).
- 7 février : Larbi Belkheir, général de l'Armée nationale populaire algérienne († 28 janvier 2010).
- 9 février : Djamila Boupacha, militante anticoloniale algérienne et victime de torture par l'armée colonialiste française.
- 11 février : Don S. Williams, acteur, réalisateur, scénariste, producteur, chorégraphe, animateur et homme politique canadien († 28 octobre 2018).
- 13 février :
  - Carmela Corren, chanteuse et actrice israélienne († 16 janvier 2022).
  - Pierre Raffin, évêque catholique français, évêque de Metz († 2 février 2024).
  - Oliver Reed, acteur britannique († 2 mai 1999).
- 16 février : Nour Hassan Hussein,  homme politique et diplomate somalien († 1er avril 2020).
- 17 février : Belmiro de Azevedo, entrepreneur portugais († 29 novembre 2017).
- 18 février :
  - Louis-Marie Billé, cardinal français, archevêque de Lyon († 12 mars 2002).
  - Elfriede Irrall, actrice autrichienne († 26 février 2018).
  - Stepan Topal, homme politique gagaouze de Moldavie († 29 septembre 2018).
- 19 février :
  - Choekyi Gyaltsen, dixième panchen lama († 28 janvier 1989).
  - Valentin Roudenko, compositeur de problèmes  d'échecs soviétique puis ukrainien († 2 avril 2016).
  - Rika Zaraï, chanteuse franco-israélienne († 23 décembre 2020).
- 22 février :
  - Robert Christophe, nageur français († 18 avril 2016).
  - Barry Dennen, acteur et scénariste américain († 26 septembre 2017).
  - Karin Dor, actrice allemande († 6 novembre 2017).
  - Taha Yassine Ramadan, homme politique irakien († 20 mars 2007).
- 24 février : Libertad Leblanc, actrice argentine († 29 avril 2021).
- 25 février : Dieter Reith, musicien et compositeur de jazz allemand († 1er avril 2020).
- 26 février :
  - Gérard Arseguel, poète français († 29 février 2020).
  - Tony Selby, acteur britannique  († 5 septembre 2021).
- 28 février :
  - Jules Aristide Bourdes-Ogouliguende, homme politique gabonais († 25 mars 2018).
  - Nanni Svampa, chanteur, compositeur, interprète et acteur italien († 26 août 2017).

## Mars
- 1er mars :
  - Pierre Bénichou, journaliste français († 31 mars 2020).
  - Borislav Brondoukov, acteur ukrainien et soviétique († 10 mars 2004).
- 4 mars :
  - F. W. Bernstein, poète, dessinateur et satiriste allemand († 20 décembre 2018).
  - Alpha Condé, homme d'État guinéen.
  - Rossana Di Lorenzo, actrice italienne († 13 août 2022).
- 5 mars : Janusz Symonides, juriste, diplomate et professeur d'université polonais († 23 avril 2020).
- 6 mars :
  - Nat Indrapana, dirigeant sportif thaïlandais († 6 août 2018).
  - Nikolaï Manochine, joueur et entraîneur de football soviétique puis russe († 10 février 2022).
- 8 mars : Daniel Pandini, peintre français († 6 mars 2013).
- 9 mars :
  - Lill-Babs, chanteuse de schlager et actrice suédoise († 3 avril 2018).
  - Ryszard Parulski, escrimeur polonais († 10 janvier 2017).
  - Giuseppe Tonucci, coureur cycliste italien († 11 octobre 1988).
- 11 mars : 
  - Martha Josey, cavalière profesionnelle américaine.
  - Jean Markiewicz, footballeur français († 8 janvier 2018).
- 12 mars :
  - Lew DeWitt, chanteur et compositeur américain († 15 août 1990).
  - Mános Eleftheríou, écrivain et poète grec († 22 juillet 2018).
- 13 mars : Alan Cameron, universitaire et historien britannique († 31 juillet 2017).
- 14 mars :
  - Arezki Rabah, acteur algérien († 13 janvier 2017).
  - Takehisa Kosugi, compositeur et violoniste japonais († 12 octobre 2018).
- 15 mars : Charles Lloyd, saxophoniste et flûtiste de jazz américain.
- 17 mars : 
  - Rudolf Noureev, danseur soviétique puis autrichien († 6 janvier 1993).
  - Keith Michael Patrick O’Brien, cardinal britannique († 19 mars 2018).
- 18 mars :
  - Shashi Kapoor, acteur et producteur indien († 4 décembre 2017).
  - Kenny Lynch, acteur et compositeur britannique († 18 décembre 2019).
  - Timo Mäkinen, pilote automobile finlandais († 4 novembre 2017).
  - Jean-Claude Risset, compositeur français († 21 novembre 2016).
- 21 mars : Oscar López Ruiz, guitariste, compositeur, arrangeur et producteur de disques argentin († 24 décembre 2021).
- 22 mars : Heino Pulli, joueur de hockey sur glace finlandais († 11 avril 2015).
- 23 mars :
  - Dave Pike, vibraphoniste de jazz américain († 4 octobre 2015).
  - Stefano Tatai, joueur d'échecs italien d'origine hongroise († 29 mai 2017).
- 24 mars :
  - Jean-Pierre Coffe, acteur, animateur de radio et auteur français († 29 mars 2016).
  - Don Covay, chanteur et compositeur de musique soul américain († 31 janvier 2015).
  - Holger Czukay, musicien allemand († 5 septembre 2017).
  - Steve Kuhn, pianiste de jazz américain.
- 25 mars :
  - Hoyt Axton, acteur, chanteur et compositeur américain († 26 octobre 1999).
  - Daniel Buren, peintre français.
- 26 mars :
  - Manuel Sanchís Martínez, footballeur espagnol († 28 octobre 2017).
  - Alexeï Petrenko, acteur soviétique puis russe († 22 février 2017).
- 27 mars : Jean-Pierre Alba, footballeur français († 25 décembre 2015).
- 28 mars :
  - Stanisław Olejniczak, basketteur polonais († 1er février 2022).
  - Armando da Silva Carvalho, poète et traducteur portugais († 1er juin 2017).
  - Jean-François Piot, pilote automobile français († 6 novembre 1980).
- 31 mars :
  - Patrick Bateson,  biologiste et écrivain scientifique britannique († 1er août 2017).
  - Benjamin Manglona, troisième lieutenant-gouverneur américain des Îles Mariannes du Nord († 24 avril 2016).
  - Iouri Morozov, joueur de hockey sur glace soviétique puis russe devenu entraîneur († 26 mai 2022).
  - Arthur B. Rubinstein, compositeur et chef d'orchestre américain († 23 avril 2018).

## Avril
- 1er avril : Masahiko Aoki, économiste japonais († 15 juillet 2015).
- 4 ou 5 avril : Emilio Trivini, rameur italien († 27 août 2022).
- 6 avril : Mavie Bardanzellu, actrice italienne († 5 février 2022).
- 7 avril :
  - Freddie Hubbard, trompettiste de jazz américain († 29 décembre 2008).
  - Pete La Roca, batteur de jazz américain († 19 novembre 2012).
- 8 avril : 
  - Omba Pene Djunga, homme politique congolais († 26 août 2022).
  - John Hamm, premier ministre de la Nouvelle-Écosse.
  - Kofi Annan, secrétaire général des Nations unies de 1997 à 2006, prix Nobel de la Paix 2001 († 18 août 2018).
- 9 avril :
  - Aziz Asli, joueur et entraîneur de football iranien († 23 avril 2015).
  - Viktor Tchernomyrdine, homme politique russe, Premier ministre de la fédération de Russie de 1992 à 1998 († 3 novembre 2010).
  - Ettore Romoli, homme politique italien († 14 juin 2018).
- 10 avril :
  - Radu Demian,  joueur et entraîneur de rugby à XV roumain († 11 août 2018).
  - Éliane Lublin, chanteuse lyrique soprano française († 1er mai 2017).
- 11 avril :
  - Anzhela Atabekyan, musicienne arménienne.
  - Kurt Moll, basse allemande († 5 mars 2017).
- 12 avril : Marcel Pinte, plus jeune résistant connu de l'Histoire de France († 19 août 1944).
- 14 avril : Durdy Bayramov, peintre turkmène († 14 février 2014).
- 15 avril : Claudia Cardinale, actrice italienne.
- 18 avril :
  - Roberto Anzolin, joueur puis entraîneur de football italien † 6 octobre 2017).
  - Hal Galper, pianiste de jazz américain(† 18 juillet 2025).
  - Boubacar Wane, officier général sénégalais († 16 octobre 2017).
- 20 avril :
  - Daniel Buechlein, évêque catholique américain († 25 janvier 2018).
  - Betty Cuthbert, athlète australienne († 6 août 2017).
  - Henry Delisle, homme politique français († 18 avril 2022).
  - Giovanni Vastola, footballeur italien († 19 janvier 2017).
- 21 avril :
  - Gabriella Csire, écrivaine roumaine d'expression hongroise.
  - Joseph Mboui, universitaire et homme politique camerounais († 27 février 2017).
- 22 avril :
  - Alan Bond, homme d'affaires australien († 5 juin 2015).
  - Henk Groot, footballeur néerlandais († 11 mai 2022).
  - Issey Miyake, styliste japonais († 5 août 2022).
- 23 avril : Ajdar Ismayilov, docteur en philologie et homme politique azerbaïdjanais († 13 mars 2022).
- 24 avril :
  - Jean-Olivier Héron, illustrateur, écrivain et éditeur français († 24 janvier 2017).
  - Hasanagha Turabov,  acteur soviétique puis azerbaïdjanais († 23 février 2003).
- 25 avril : John Davies, historien et animateur de télévision et de radio gallois († 16 février 2015).
- 26 avril : Duane Eddy, musicien américain († 30 avril 2024).
- 27 avril :
  - Julie Daraîche, chanteuse québécoise de musique country († 26 avril 2022).
  - Abdelkader Ghalem, footballeur tuniso-algérien († 13 décembre 2016).
- 29 avril : Bernard Madoff, homme d'affaires américain († 14 avril 2021).
- 30 avril :
  - Gary Collins, acteur américain († 13 octobre 2012).
  - Micaela Cousino, seconde épouse d'Henri d'Orléans († 13 mars 2022).
  - Larry Niven, auteur américain de science-fiction.

## Mai
- 2 mai : Marc Blondel, syndicaliste français († 17 mars 2014).
- 3 mai :
  - Bolec Kocik, joueur et entraîneur de football français d'origine polonaise († 25 mai 1993).
  - Lindsay Kemp, chorégraphe, acteur et mime britannique († 24 août 2018).
  - Omar Abdel Rahman, prédicateur musulman égyptien († 18 février 2017).
- 5 mai :
  - Robert L. Carroll, paléontologue américano-canadien († 8 avril 2020).
  - Jerzy Skolimowski, réalisateur, comédien, poète, scénariste et peintre polonais.
  - Barbara Wagner, patineuse artistique canadienne.
- 6 mai : Ernesto Ferrero, écrivain italien († 31 octobre 2023).
- 7 mai : Lester Thurow, économiste politique américain († 25 mars 2016).
- 8 mai : 
  - Pierre Claverie, évêque catholique français, évêque d'Oran (Algérie) († 1er août 1996).
  - Imre Földi, haltérophile hongrois († 23 avril 2017).
  - Jean Giraud dit Mœbius, auteur de bande dessinée français († 10 mars 2012).
- 9 mai : Charles Simic, poète, critique littéraire, traducteur, universitaire américain d'origine serbe († 9 janvier 2023).
- 10 mai :
  - Danièle Ajoret, actrice française.
  - Pierre Pascau, animateur de radio canadien († 27 février 2017).
  - Manuel Santana, joueur de tennis espagnol († 11 décembre 2021).
  - Jacques Sultana, peintre hyperréaliste français († 24 juillet 2012).
  - Marina Vlady, actrice de cinéma française.
- 11 mai : Bruce Langhorne, guitariste et percussionniste américain († 14 avril 2017).
- 12 mai :
  - Dumitru Fărcaș, musicien roumain († 7 août 2018).
  - Christian Huetz de Lemps, géographe, historien et professeur émérite français († 3 octobre 2017).
  - Aïaz Mutalibov, homme d'État azerbaïdjanais († 27 mars 2022).
- 13 mai :
  - Chris Kutschera, journaliste et écrivain français († 31 juillet 2017).
  - Buck Taylor, acteur américain.
- 15 mai :
  - Inga Ålenius, actrice suédoise († 23 août 2017).
  - Mireille Darc, actrice de cinéma française († 28 août 2017).
- 16 mai : 
  - Émilienne Farny, peintre suisse († 7 juin 2014).
  - Claude Michaud, acteur canadien († 21 février 2016).
- 19 mai :
  - Herbie Flowers, musicien de rock britannique († 5 septembre 2024).
  - André Gentien, homme politique français († 18 septembre 2018).
  - Bryan Marshall, acteur britannique († 25 juin 2019).
- 20 mai :
  - Stien Baas-Kaiser, patineuse de vitesse néerlandaise († 23 juin 2022).
  - Rainer Basedow, acteur allemand († 15 mai 2022).
  - Giora Epstein, militaire israélien († 19 juillet 2025).
  - Loek Hollander, karatéka néerlandais († 16 février 2020).
- 24 mai : Tommy Chong, acteur et musicien.
- 25 mai :
  - Guy Chevalier, évêque catholique français, évêque de Taiohae (Îles Marquises).
  - Margaret Forster, romancière, biographe, mémorialiste, historienne et critique littéraire britannique († 8 février 2016).
- 26 mai :
  - May Blood, femme politique britannique († 21 octobre 2022).
  - Michel Ciment, universitaire et critique de cinéma français († 13 novembre 2023).
  - Jaki Liebezeit, batteur allemand († 22 janvier 2017).
- 28 mai :
  - Leonardo Favio, producteur, réalisateur, scénariste, compositeur, chanteur et acteur argentin d'origine syrienne († 5 novembre 2012).
  - Prince Buster, chanteur, DJ, percussionniste, producteur de ska, de rocksteady et de reggae jamaïcain († 8 septembre 2016).
  - Michel Quarez, peintre et affichiste français († 8 décembre 2021).
  - Ousmane Seck, homme politique sénégalais († 28 janvier 2018).
  - Jerry West, champion de basket-ball, américain († 12 juin 2024).
- 29 mai : Pierre Rabhi, essayiste, agriculteur bio, romancier, écologiste et poète français († 4 décembre 2021).
- 30 mai :
  - Dino Liviero, coureur cycliste italien († 6 mai 1970).
  - Claude Michelet, écrivain français († 26 mai 2022).
  - Angélica Harada Vásquez, chanteuse péruvienne d'origine japonaise.

## Juin
- 1er juin :
  - Carlo Caffarra, cardinal italien, archevêque de Bologne († 6 septembre 2017).
  - Pierre Laffillé, peintre et graveur français († 4 juin 2011).
  - Mike Taylor, compositeur et pianiste de jazz britannique († 19 janvier 1969).
- 2 juin :
  - Ron Ely, acteur et écrivain américain († 29 septembre 2024).
  - Edda Göring, enfant de l'homme politique, chef militaire et membre dirigeant du Parti nazi, Hermann Göring († 21 décembre 2018).
  - Maïté, restauratrice française († 21 décembre 2024).
  - Anatoliy Zlenko, diplomate et homme politique soviétique puis ukrainien († 1er mars 2021).
- 4 juin :
  - André Ascencio, footballeur français († 24 septembre 2017).
  - John Harvard, journaliste, homme politique, lieutenant-gouverneur du Manitoba († 9 janvier 2016).
  - François Montmaneix, poète et écrivain français († 21 octobre 2018).
  - Fred Osam-Duodu, entraîneur de football ghanéen († 4 octobre 2016).
  - Jerzy Piskun, joueur de basket-ball polonais († 16 juillet 2018).
- 5 juin :
  - Amand Dalem, homme politique belge († 28 février 2018).
  - M. K. Wren, auteur de roman policier et de science-fiction américain († 20 août 2016).
- 6 juin : Luiz de Orleans e Bragança, prince brésilien et prétendant au trône du Brésil († 15 juillet 2022).
- 7 juin : 
  - Armando Tobar, footballeur chilien († 18 novembre 2016).
  - Ian St. John, footballeur écossais († 2 mars 2021).
- 8 juin : Angelo Amato, cardinal italien († 31 décembre 2024).
- 9 juin :
  - Pier Paolo Capponi, acteur et scénariste italien († 15 février 2018).
  - Charles Wuorinen, compositeur américain († 11 mars 2020).
- 10 juin :
  - Ernestine Russell, gymnaste artistique canadienne.
  - Ulf J. Söhmisch, acteur allemand († 20 novembre 2016).
- 11 juin : Jacques Hoden, photographe et pilote automobile français.
- 12 juin : Jean-François Kahn, journaliste français († 22 janvier 2025).
- 13 juin : José Ramírez Gamero, homme politique mexicain († 7 juillet 2022).
- 14 juin :
  - Julie Felix, chanteuse de folk américaine  († 22 mars 2020).
  - Abuna Merkorios, patriarche de l'Église éthiopienne orthodox] († 3 mars 2022).
- 16 juin :
  - Torgny Lindgren, auteur suédois († 16 mars 2017).
  - Michel Raynaud, mathématicien français († 10 mars 2018).
- 17 juin :
  - Grethe Ingmann, chanteuse danoise († 18 août 1990).
  - Félix Mourinho, footballeur et entraineur de football portugais († 25 juin 2017).
- 18 juin : Jean-Claude Rivierre, linguiste français († 5 janvier 2018).
- 19 juin : Freddy Van Gaever, homme politique belge († 15 décembre 2017).
- 20 juin : Joan Kirner, femme politique australienne († 1er juin 2015).
- 21 juin : Dan Burton, homme politique américain.
- 23 juin :
  - Richard Cochran, athlète américain.
  - Jean-Pierre Jacquinot, militant anarchiste français († 14 juillet 2011).
  - Alan Vega, auteur-compositeur-interprète de rock et chanteur du duo de musique électronique et protopunk Suicide († 16 juillet 2016).
- 24 juin : Boris Lagutin, boxeur soviétique († 4 septembre 2022).
- 25 juin : Cecilia Kadzamira, femme politique malawite.
- 26 juin : Neil Abercrombie, homme politique américain.
- 27 juin :
  - Kathryn Beaumont, actrice anglaise.
  - Konrad Kujau, faussaire allemand connu pour son faux journal intime d'Adolf Hitler († 12 mars 2000).
- 28 juin : Gebhardt von Moltke, diplomate allemand († 6 janvier 2019).
- 30 juin : Apostolos Nikolaidis, chanteur grec († 22 avril 1999).

## Juillet
- 1er juillet :
  - Jeanne Ashworth, patineuse de vitesse américaine († 4 octobre 2018).
  - Jacques Poli, peintre français († 12 avril 2002).
- 2 juillet :
  - Marcel Artelesa, joueur et entraîneur de football français († 23 septembre 2016).
  - Dorte Bennedsen, femme politique danoise († 17 mars 2016).
- 3 juillet : Ebrahim Seifpour, lutteur iranien.
- 4 juillet : Bill Withers, auteur-compositeur-interprète américain († 30 mars 2020).
- 6 juillet : Takuma Nakahira, photographe et critique photographique japonais († 1er septembre 2015).
- 7 juillet :
  - Jan Assmann, égyptologue allemand († 19 février 2024).
  - José Antonio Gurriarán, journaliste et écrivain espagnol († 31 mars 2019).
  - Ponatshego Kedikilwe, homme d'État botswanais, vice-président de la république du Botswana.
- 8 juillet :
  - Andreï Miagkov, acteur soviétique puis russe († 18 février 2021).
  - Les Tanyuk, réalisateur et metteur en scène soviétique puis ukrainien († 18 mars 2016).
- 9 juillet : Brian Dennehy, acteur américain († 15 avril 2020).
- 10 juillet :
  - Paul Andreu, architecte français († 11 octobre 2018).
  - David Hugh Mellor, philosophe anglais († 21 juin 2020).
  - Lee Morgan, trompettiste de jazz américain († 19 février 1972).
- 13 juillet : Myroslav Skoryk, compositeur soviétique puis ukrainien († 1er juin 2020).
- 16 juillet : Frank Hoffmann, acteur germano-autrichien († 2 juin 2022).
- 17 juillet : 
  - Catherine Candida, actrice belge.
  - Franz Alt, journaliste et écrivain allemand.
- 18 juillet :
  - El Viti (Santiago Martín Sánchez), matador espagnol.
  - Paul Verhoeven, réalisateur néerlandais.
- 19 juillet : 
  - Jean-Pierre Kernoa, parolier et interprète français († 28 mars 2018).
  - Frankie Jordan, chanteur français († 3 juin 2025).
- 20 juillet : 
  - Diana Rigg, actrice britannique († 10 septembre 2020).
  - Mamadou Tandja, ancien président de la république du Niger (1999-2010) († 24 novembre 2020).
  - Natalie Wood, actrice américaine († 29 novembre 1981).
- 21 juillet : 
  - Marjolijn Greeve, cavalière néerlandais de dressage († 5 novembre 2023).
  - Janet Reno, femme politique et avocate américaine († 7 novembre 2016).
- 22 juillet :
  - Anne-Marie Derèse, poétesse belge.
  - Thea Gerard, peintre néerlandaise († 13 octobre 1987).
- 23 juillet :
  - Götz George, acteur allemand († 19 juin 2016).
  - Meic Stephens, journaliste, poète et traducteur gallois de nationalité britannique († 2 juillet 2018).
- 24 juillet : Eugene James Martin, peintre américain († 1er janvier 2005).
- 25 juillet : Tahar Hmila, homme politique tunisien († 22 septembre 2017).
- 26 juillet: Alberto Fujimori, homme d’État péruvien d'origine nippone, président de la République de 1990 à 2000 († 11 septembre 2024).
- 27 juillet :
  - Isabelle Aubret, chanteuse française.
  - Pierre Christin, scénariste de bande dessinée français († 3 octobre 2024).
  - Gary Gygax, créateur de jeu de rôle († 4 mars 2008).
  - Michel Tureau, acteur et scénariste.
  - John Mark Deutch, chimiste et haut fonctionnaire américain.
- 28 juillet :
  - Pierre Gilou, peintre français († 22 août 2019).
  - Curro Girón, matador venuezuélien († 28 janvier 1988).
  - Almira Ianboukhtina, historienne soviétique puis russe († 20 novembre 2018).
  - Saïd Ben Mustapha, homme politique et diplomate tunisien († 12 novembre 2024).
- 29 juillet : 
  - Bernard Tiphaine, acteur français, spécialisé dans le doublage († 19 octobre 2021).
  - Peter Jennings, journaliste et présentateur de télévision américain († 7 août 2005).
- 30 juillet : Habib Ben Yahia, homme politique tunisien.
- 31 juillet : Marion Game, comédienne française († 23 mars 2023).

## Août
- 2 août :
  - Pierre de Bané, homme politique canadien († 9 janvier 2019).
  - Michael John Brougham, pair et homme politique britannique († 27 août 2023).
- 3 août :
  - Daniël Coens, homme politique belge († 15 février 1992).
  - Terry Wogan, animateur de radio et de télévision britannique († 31 janvier 2016).
- 4 août :
  - Bruno Foucart, historien de l'art et universitaire français († 5 janvier 2018).
  - John Gainsford, joueur de rugby à XV sud-africain († 18 novembre 2015).
  - Burk Uzzle, photographe américain.
- 5 août : Jean-Pierre Michel, magistrat et homme politique français († 24 janvier 2021).
- 6 août :
  - Paul Bartel, acteur, producteur, réalisateur et scénariste américain († 13 mai 2000).
  - Silvano Basagni, tireur sportif italien († 10 mai 2017).
  - Solomon Berewa, homme politique sierra-léonais († 5 mars 2020).
  - Lars Bloch, acteur et producteur danois actif en Italie († 27 mars 2022).
- 7 août :
  - Verna Bloom, actrice américaine († 9 janvier 2019).
  - Jacques Ségui, journaliste français († 9 avril 2019).
- 8 août :
  - Connie Stevens, actrice et chanteuse.
  - Edouard Zelenine, peintre soviétique puis russe († 15 mars 2002).
- 9 août : 
  - Rod Laver, joueur de tennis australien.
  - Pierre Santini, comédien, metteur en scène et directeur de théâtre franco-italien.
  - 11 août : Mamadou Sarr, athlète sénégalais († 18 juin 2022).
- 12 août :
  - Jean-Paul L'Allier, homme politique et diplomate québécois († 5 janvier 2016).
  - Huguette Tourangeau, chanteuse d'opéra mezzo-soprano canadienne († 21 avril 2018).
- 13 août : Oscar Ghiglia, musicien italien († 3 mars 2024).
- 15 août :
  - Jean Besson, homme politique français († 15 septembre 2017).
  - Stephen Breyer, juriste américain.
  - Ottavio Cinquanta, président de l'International Skating Union italien († 18 juillet 2022).
- 16 août : Émile Grosshans, footballeur français († 28 juillet 2016).
- 17 août : 
  - Valeri Levental, peintre et décorateur de théâtre russe († 8 juin 2015).
  - Trina Robbins, autrice de bande dessinée américaine († 10 avril 2024).
- 18 août : Michel Sainte-Marie, homme politique français († 27 février 2019).
- 19 août : 
  - Barbara Bronnen, femme de lettres allemande († 10 août 2019).
  - Joe Frank, animateur de radio, acteur américain d'origine française († 15 janvier 2018).
- 20 août : Jean-Loup Chrétien, premier spationaute français.
- 21 août : Kenny Rogers, acteur, chanteur et compositeur américain († 20 mars 2020).
- 22 août :
  - Kaoru Yosano, homme politique japonais († 23 mai 2017).
  - Gérard Ceccaldi dit Laplau, peintre naïf français († 14 juillet 2009).
- 25 août : 
  - David Canary, acteur américain († 16 novembre 2015).
  - Frederick Forsyth, écrivain britannique († 9 juin 2025).
- 26 août : 
  - Jet Black, batteur britannique († 6 décembre 2022).
  - Marcello Gandini, ingénieur designer automobile italien († 13 mars 2024).
- 27 août : Piet Rentmeester, coureur cycliste néerlandais († 11 février 2017).
- 28 août :
  - Paul Martin, premier ministre du Canada.
  - Jean-Marie Rodon, exploitant de salles de cinéma et distributeur de films français († 11 mars 2006).
  - Marc Wilmet, linguiste belge († 10 novembre 2018).
- 29 août : 
  - Gerry Byrne, footballeur anglais († 28 novembre 2015).
  - Hermann Nitsch, artiste contemporain autrichien († 18 avril 2022)
- 30 août :
  - Don Pedro Colley, acteur américain († 11 octobre 2017).
  - Jean Lescot, acteur français († 29 avril 2015).
  - Gladys Guarisma, linguiste vénézuélienne († 12 février 2022).
- 31 août : Vincent Warren, danseur québécois d'origine américaine († 25 octobre 2017).

## Septembre
- 1er septembre :
  - Alan Dershowitz, avocat américain.
  - Per Kirkeby, artiste danois († 9 mai 2018).
- 3 septembre : 
  - Caryl Churchill, dramaturge britannique.
  - Philippe Vallancien dit Calvi, dessinateur de presse, caricaturiste et illustrateur français († 11 avril 2022).
- 4 septembre : Esteban Righi, homme politique argentin († 5 mars 2019).
- 5 septembre :
  - Piotr Lachert, compositeur et pianiste belge d'origine polonaise († 18 septembre 2018).
  - Doreen Massey, femme politique britannique († 20 avril 2024).
- 8 septembre :
  - Wolfgang Bötsch, homme politique allemand († 14 octobre 2017).
  - Michel Guillou, ingénieur, homme politique et physicien français († 21 février 2018).
  - Reinbert de Leeuw, chef d'orchestre, pianiste, compositeur et pédagogue néerlandais († 14 février 2020).
- 10 septembre :
  - Mike Dancis, joueur de basket-ball letton naturalisé australien († 29 janvier 2020).
  - Rosemarie Simmen, femme politique suisse († 1er avril 2024).
- 11 septembre : Peter Iden, écrivain, critique de théâtre et critique d'art allemand.
- 12 septembre : Claude Ruel, entraîneur de hockey sur glace canadien († 9 février 2015).
- 13 septembre : Janusz Głowacki, écrivain, dramaturge, romancier, scénariste et chroniqueur polonais († 19 août 2017).
- 14 septembre : Mokbula Manzoor, écrivaine bangladaise († 3 juillet 2020).
- 15 septembre :
  - Claude Gilli, peintre et sculpteur français († 28 juin 2015).
  - Janusz A. Zajdel, écrivain polonais de science-fiction († 19 juillet 1985).
  - Lya Luft, écrivaine et traductrice brésilienne († 30 décembre 2021).
- 16 septembre : Henri Kulbertus, médecin, cardiologue belge († 10 janvier 2018).
- 17 septembre : 
  - H. H. ter Balkt, poète néerlandais († 9 mars 2015).
  - Paul Benedict, acteur et réalisateur américain († 1er décembre 2008).
  - Aydin Ibrahimov, lutteur soviétique puis russe († 2 septembre 2021).
  - Perry Robinson, clarinettiste de jazz et compositeur américain († 2 décembre 2018).
- 18 septembre : Hetty Verhoogt, actrice néerlandaise.
- 19 septembre : Keorapetse Kgositsile, poète et militant politique sud africain († 3 janvier 2018).
- 20 septembre :
  - Diljit Rana, homme politique britannique.
  - Valdiza Alencar, syndicaliste seringueira.
- 21 septembre :
  - Jaime Torres, musicien argentin († 24 décembre 2018).
  - Eduardo Úrculo, peintre et sculpteur espagnol († 31 mars 2003).
- 22 septembre :
  - Victor Montalti, peintre et sculpteur français († 27 février 2019).
  - Dean Reed, chanteur, musicien et acteur américain († 13 juin 1986).
- 23 septembre :
  - Romy Schneider, actrice allemand naturalisée française († 29 mai 1982).
  - Maria Perschy, actrice autrichienne († 3 décembre 2004).
  - Jean-Claude Mézières, dessinateur de bande dessinée français († 23 janvier 2022).
- 25 septembre : 
  - Johnny Rebel, musicien de country américain († 3 septembre 2016).
  - Isseu Niang, artiste et comédienne sénégalaise († 17 février 2000).
- 26 septembre : Raoul Cauvin, scénariste de bande dessinée belge († 19 août 2021).
- 27 septembre : Jean-Loup Dabadie, journaliste, romancier, auteur de sketches et de chansons, auteur et metteur en scène dramatique, traducteur, scénariste et dialoguiste, membre de l'Académie française († 24 mai 2020).
- 28 septembre : Ben E. King, chanteur de rhythm and blues américain († 30 avril 2015).
- 29 septembre :
  - Darrel Baldock, homme politique australien et joueur et entraîneur de football australien († 2 février 2011).
  - Wim Kok, homme d'État néerlandais († 20 octobre 2018).
- 30 septembre :
  - Germán Aceros, footballeur international colombien († 29 octobre 2018).
  - Carlo Brugnami, coureur cycliste italien († 2 février 2018).
  - Angelo Damiano, coureur cycliste italien († 17 novembre 1999).
  - Jan Magiera, cycliste sur route polonais († 9 février 2022).
  - Michel Serfati, mathématicien, philosophe et historien des sciences français († 30 septembre 2018).

## Octobre
- 1er octobre : Albert Kühn, footballeur allemand († 13 février 2017).
- 3 octobre : Eddie Cochran, auteur-compositeur et chanteur de rock américain († 17 avril 1960).
- 4 octobre : Aldo Mondino, sculpteur et peintre italien († 10 mars 2005).
- 6 octobre : Sara Jordan Powell, chanteuse de jazz afro-américaine.
- 7 octobre : Antonino Valletta, médecin et homme politique italien († 21 janvier 2022).
- 8 octobre : Sonny Barger, membre américain fondateur du chapitre des Hells Angels d'Oakland  († 29 juin 2022).
- 9 octobre : Francesco La Macchia, céiste italien († 31 juillet 2017).
- 10 octobre :
  - Zygmunt Chlosta, footballeur français († 26 novembre 1994).
  - Judith Mason, peintre sud-africaine († 29 décembre 2016).
- 11 octobre : Darrall Imhoff, joueur  de basket-ball américain († 30 juin 2017).
- 12 octobre : Geoff Murphy, acteur, producteur, réalisateur et scénariste néo-zélandais († 3 décembre 2018).
- 13 octobre :
  - Jean-Claude Chamboredon, sociologue français († 30 mars 2020).
  - Camille Perl, prélat luxembourgeois († 21 juillet 2018).
- 14 janvier : Melba Montgomery, chanteuse américaine de musique country († 15 janvier 2025).
- 15 octobre : Fela Kuti, musicien et activiste nigérian († 2 août 2022).
- 16 octobre : Louise Rémy, comédienne québécoise († 3 juillet 2016).
- 18 octobre :
  - François Luc Macosso, homme politique congolais († 8 avril 2020).
  - Guy Roux, joueur et entraîneur de football français.
  - Dawn Wells, actrice américaine († 30 décembre 2020).
- 19 octobre : Fumiko Yonezawa, physicienne japonaise († 17 janvier 2019).
- 20 octobre : César Isella, compositeur argentin († 28 janvier 2021).
- 22 octobre : 
  - Ivan De Ferm, footballeur belge († 7 septembre 2015).
  - Christopher Lloyd, acteur américain.
- 23 octobre : Alan Gilzean, footballeur écossais († 8 juillet 2018).
- 24 octobre : Gabriel Kyungu wa Kumwanza, homme d'État congolais († 21 août 2021).
- 25 octobre : Jules Croy Emony Mondanga, homme politique congolais († 15 août 1999).
- 26 octobre : Barry Malkin, monteur américain († 4 avril 2019).
- 27 octobre :
  - Tanju Gürsu, acteur turc († 7 juin 2016).
  - Maurice Hinchey, homme politique américain († 22 novembre 2017).
  - Tim Ralfe, journaliste canadien († 27 octobre 2000).
  - Ron Satlof, réalisateur américain († 2 juillet 2018).
- 28 octobre : 
  - Bernadette Lafont, actrice († 25 juillet 2013).
  - John Monckton, nageur australien († 29 juin 2017).
  - Anne Perry, écrivaine britannique († 10 avril 2023).
- 29 octobre :
  - Ralph Bakshi, cinéaste américain d'origine palestinienne.
  - Ellen Johnson Sirleaf, économiste et femme politique, Présidente du Libéria.
- 30 octobre :
  - Anne Tronche, critique d'art contemporain française († 16 octobre 2015).
  - Ed Lauter, acteur américain († 16 octobre 2013).
  - Jean-Pierre Kalfon, acteur et chanteur français.
  - Marina Ratner, mathématicienne russo-américaine († 7 juillet 2017).
- 31 octobre : 
  - Jean-Pierre Aïfa, homme politique français.
  - Anne Buttimer, géographe irlandaise († 15 juillet 2017).
  - Roger Suraud, peintre français († 31 mai 2016).
  - Luz Marina Zuluaga, colombienne élue Miss Univers 1958 († 2 décembre 2015).

## Novembre
- 2 novembre : 
  - Sophie de Grèce, princesse de Grèce et de Danemark et reine d'Espagne.
  - Richard Serra, sculpteur américain († 26 mars 2024).
- 3 novembre :
  - Terrence McNally, dramaturge, librettiste, scénariste et acteur américain († 24 mars 2020).
  - René Rocco, footballeur français († 22 décembre 2007).
- 5 novembre : Joe Dassin, chanteur américain d’expression française († 20 août 1980).
- 6 novembre : Léonard-Claude Mpouma, homme politique camerounais († 16 juin 2019).
- 9 novembre :
  - Claude Durand, éditeur, traducteur et écrivain français († 7 mai 2015).
  - Philippe Gueneley, évêque catholique français, évêque de Langres.
- 10 novembre :
  - Olivier de Berranger, évêque catholique français, évêque émérite de Saint-Denis († 23 mai 2017).
  - Giacomo de Pass, peintre, sculpteur, lithographe, dessinateur italien.
  - Nieves Navarro (Susan Scott), actrice espagnole.
- 11 novembre : Ants Antson, patineur de vitesse estonien († 31 octobre 2015).
- 12 novembre : 
  - Jim Leon, peintre britannique († 14 janvier 2002).
  - Mort Shuman, compositeur, chanteur et acteur américain († 2 novembre 1991).
  - Benjamin Mkapa, homme d'État Tanzanien, président de la république unie de Tanzanie de 1995 à 2005 († 23 juillet 2020).
- 13 novembre : Rolando Serrano, joueur de football international colombien († 13 juin 2020).
- 14 novembre :
  - Christiane Mora, femme politique et historienne française († 11 octobre 2017).
  - Georges Rostan, acteur français († 26 mars 2020).
- 16 novembre : 
  - Igaal Niddam, réalisateur, directeur de la photographie et scénariste suisse.
  - Walter Learning, acteur, réalisateur et scénariste canadien († 5 janvier 2020).
- 17 novembre :
  - Gordon Lightfoot, auteur-compositeur-interprète, poète et chanteur folk canadien anglophone († 1er mai 2023).
  - Calisto Tanzi, homme d'affaires italien († 1er janvier 2022).
- 19 novembre : 
  - Neil Cameron, homme politique anglo-québécois († 19 décembre 2019).
  - Cees Haast, coureur cycliste néerlandais († 18 janvier 2019).
  - Ted Turner, créateur de la chaîne CNN et du réseau TBS.
- 20 novembre : Colin Fox, acteur canadien(† 5 avril 2025).
- 21 novembre : Jonathan Z. Smith, historien des religions américain († 30 décembre 2017).
- 23 novembre :
  - Herbert Achternbusch, cinéaste, écrivain et peintre allemand († 13 janvier 2022).
  - Roger Bichelberger, critique littéraire et écrivain français († 10 août 2018).
- 24 novembre :
  - Jef Gravis, peintre et plasticien français († 10 mai 2015).
  - Natalia Kratchkovskaïa, actrice soviétique et russe († 3 mars 2016).
- 25 novembre : Pierre Marcotte, animateur de télévision et de radio et homme d'affaires québécois en restauration († 13 juillet 2022).
- 26 novembre :
  - Samuel W. Bodman, homme politique américain († 7 septembre 2018).
  - Pierre Lagénie, sculpteur français († 25 mars 2020).
  - Rich Little, acteur et producteur canadien.
- 27 novembre : Pasquale Squitieri, réalisateur et scénariste italien († 18 février 2017).
- 28 novembre : Tom Regan, philosophe américain († 17 février 2017).
- 29 novembre : Michel Duchaussoy, comédien français († 13 mars 2012).
- 30 novembre : Jean Eustache, réalisateur et acteur de cinéma († 5 novembre 1981).
- ? novembre : Wu Yi, femme politique chinoise.

## Décembre
- 2 décembre: Roger Souvereyns, chef belge étoilé Michelin et ancien restaurateur.
- 4 décembre : Richard Meade, cavalier britannique de concours complet († 8 janvier 2015).
- 6 décembre : Jean-Michel Meurice, peintre et documentariste français († 27 septembre 2022).
- 7 décembre : Jean-Louis Schefer, écrivain, philosophe, critique d'art, théoricien du cinéma et de l'image français († 8 juin 2022).
- 8 décembre : Namkhai Norbu Rinpoché, anthropologue, professeur d'université et écrivain tibétain († 27 septembre 2018).
- 10 décembre : Ronald Douglas, mathématicien américain († 27 février 2018).
- 11 décembre :
  - Gerd Cintl, rameur allemand († 26 décembre 2017).
  - Enrico Macias, chanteur français.
  - McCoy Tyner, pianiste de jazz américain († 6 mars 2020).
- 13 décembre :
  - Heino, chanteur allemand.
  - Samuel Santos, ministre des affaires étrangères nicaraguayen.
- 14 décembre: Roger Swinfen Eady, parlementaire britannique († 5 juin 2022).
- 15 décembre :
  - Bob Foster, boxeur américain († 21 novembre 2015).
  - Fred Anton Maier, patineur de vitesse norvégien († 9 juin 2015).
  - Rose Ochi, avocate et militante pour les droits civiques américaine († 13 décembre 2020).
- 16 décembre :
  - John Allan Cameron, chanteur folk canadien († 22 novembre 2006).
  - Michel Parmentier, peintre français († 24 juin 2000).
- 17 décembre : 
  - Jean-Claude Drouot, acteur belge.
  - Novella Nelson, chanteuse et actrice américaine († 31 août 2017).
  - Renée Pietrafesa Bonnet, musicienne uruguayenne († 4 février 2022).
- 18 décembre : Roger E. Mosley, acteur américain († 7 août 2022).
- 19 décembre : Jean-Louis Fournier, écrivain français.
- 20 décembre : Aleksandar Kozlina, footballeur yougoslave († 10 avril 2013).
- 21 décembre : 
  - Andris Kolbergs : romancier et scénariste letton († 5 novembre 2021).
  - Larry Bryggman : acteur américain.
  - Rómulo Méndez Molina, arbitre de football guatémaltèque († 6 janvier 2022).
  - Frank Moorhouse, écrivain et scénariste australien († 26 juin 2022).
- 22 décembre : Lucien Bouchard, chef du Bloc québécois et premier ministre du Québec.
- 25 décembre : Noël Picard, joueur de hockey sur glace canadien († 6 septembre 2017).
- 28 décembre : 
  - Frank Kelly, acteur irlandais († 28 février 2016).
  - Pachín, footballeur espagnol († 10 février 2021).
- 30 décembre :
  - Xabier Markiegi, homme politique espagnol († 28 mars 2021).
  - Harold Bedoya Pizarro, militaire et homme politique colombien († 2 mai 2017).
- 31 décembre : Monica Sjöö, peintre, écrivaine et anarcho-féministe suédoise († 8 août 2005).

## Date précise inconnue
- Raja Abu Amacha, militante palestinienne († 19 décembre 1955).
- Abdel Rahmane al-Abnoudi, poète égyptien († 21 avril 2015).
- Ahmed Boukhari, Espion marocain († 16 février 2025).
- Işın Demirkent, professeure d'histoire turque († 3 février 2006).
- Alain Dupuis, peintre et licier français († 30 juin 2006).
- Edmond Freess, scénariste, réalisateur, acteur et peintre français († 3 avril 2016).
- Hashem Hashemzadeh Herisi, homme politique iranien.
- Ahmed Jibril, homme politique palestinien († 7 juillet 2021).
- Paul-Bernard Kemayou, homme politique et résistant anticolonialiste camerounais († 17 octobre 1985).
- David Lovelock, physicien théoricien et mathématicien britannique.
- Massa Makan Diabaté, historien et écrivain malien († 27 janvier 1998).
- Mikhaïl Markov, coureur cycliste soviétique († 5 mai 2012).
- Richard Martin, comédien, réalisateur et producteur de télévision québécois († 25 octobre 2016).
- Sidi Mohamed Ould Cheikh Abdallahi, homme politique mauritanien († 23 novembre 2020).
- Jean-Louis Roy, réalisateur et scénariste de télévision suisse  († 29 mars 2020).
- Milena Salvini, danseuse française († 25 janvier 2022).